# BSA B44-serie
De BSA B44-serie was een serie 441cc-motorfietsen die het Britse merk BSA uit Birmingham produceerde van 1966 tot 1970.

## Voorgeschiedenis
In 1960 had constructeur Brian Martin al een 250cc-crossmotor gebouwd door een BSA C15 van de productielijn te halen en om te bouwen. Het werd een succes: Arthur Lampkin werd in 1961 tweede in het Europees kampioenschap en in 1962 werd Jeff Smith tweede in het wereldkampioenschap. Daarna vergrootte Martin het 350cc-blok van de BSA B40 (dat ook was afgeleid van de C15) tot 421 cc waardoor er een crossmotor voor de 500cc-klasse ontstond. Met deze machine werd Jeff Smith wereldkampioen in 1964 en 1965. Tot dat moment kon de BSA DBD34GS Gold Star Scrambler door privérijders wel worden ingezet als crossmotor, maar dat was een ouderwets blok, nog met een pre-unit-versnellingsbak, terwijl de C15/B40-versnellingsbak in het blok geïntegreerd was. Bovendien ging de Gold Star in 1963 uit productie. Dat betekende dat terrein- en crossrijders alleen nog beschikten over de 500cc-tweecilinder A50W Wasp, die wel geschikt was voor de Amerikaanse Desert Races, maar veel te zwaar voor de motorcross.

## BSA B44 Victor GP (1966-1967)
In 1966 verscheen de B44 Victor GP, aanvankelijk alleen voor fabrieksrijders, maar later ook voor "gewone" klanten. Ze had de boring van de B40 (79 mm), maar de slag was verlengd tot 90 mm, waardoor de cilinderinhoud op 441,2 cc kwam. De olie voor het dry-sump-smeersysteem werd meegevoerd in het frame. Dat was een semi-dubbel wiegframe met een enkele voorbuis die zich vlak voor de motor in tweeën splitste. Het frame was opgetrokken uit Reynolds 531-buis en er was ook veel magnesium toegepast, onder meer voor het carter. Met slechts 116 kg was ze aanmerkelijk lichter dan de oude Gold Star. Cilinder en cilinderkop waren van aluminium en de cilinder had al een hardverchroomde cilindervoering. De machine werd onder andere ingezet door Jeff Smith, Vic Eastwood, John Banks, Dave Nicoll, Keith Hickman, Jerry Scott, Arthur Lampkin en John Burton, maar ging al in 1967 uit productie, toen de viertaktmotoren in de motorcross werden ondergesneeuwd door de tweetakten van CZ.

## BSA B44VE Victor Enduro (1966-1968) / B44VS Victor Special (1969-1970)
In 1966 verscheen ook de B44VE Victor Enduro als enduromotor, identiek aan de Victor GP, maar met verlichting en de snelle nokkenas van de C15 SS80 Sports Star. Ze had aanvankelijk nog een 6 volt-elektrische installatie, die bij latere modellen werd vervangen door 12 volt. In 1969 veranderde de naam in B44VS Victor Special en in 1970 ging het model uit productie toen ze werd opgevolgd door de B50T Victor Trail.

## BSA B44VR Victor Roadster (1967-1970) / B44SS Shooting Star (1968-1970)
In 1967 besloot BSA om van de Victor ook een straatuitvoering te maken. Dat was een logische gedachte, want de BSA-eencilinders hadden een goede naam opgebouwd, maar de B40 was in 1965 uit productie gegaan en de snelle Gold Star in 1963. Met het B44-blok kon men vrijwel zonder extra kosten een nieuwe toermotor op de wielen zetten, ook nog geholpen door de populariteit van de B44 Victor én coureur Jeff Smith. De machine kreeg een wat lagere compressieverhouding van 9,5:1 en een 12 volt-installatie. Hoewel deze BSA B44VR Victor Roadster geen vlotte starter was, werd ze in de motorpers toch geprezen vanwege haar eenvoud, de trillingvrije motorloop, haar behoorlijke topsnelheid van ruim 150 km/uur en ook de acceleratie. Daarbij werd ook meegewogen dat het met 441 cc geen volwaardige 500 was. De machine werd beschreven als "een lichtgewicht 250 met de prestaties van een 500". De Victor Roadster werd vanaf 1968 in de Verenigde Staten verkocht als BSA B44SS Shooting Star, een verwijzing naar de tweecilinder A7SS Shooting Star.

## Einde productie
De productie van de B44 eindigde in 1970 omdat in 1971 de volwaardige 500cc-B50 verscheen. Dat was ook nodig omdat de concurrentie in de 500cc-klasse steeds sterker werd, eerst al met de 450cc-Honda CB 450 "Black Bomber" (43 pk), in 1968 met de Suzuki T 500 (46 pk), in 1969 met de 500cc-Kawasaki H 1 500 Mach III (60 pk).

## Afbeeldingen

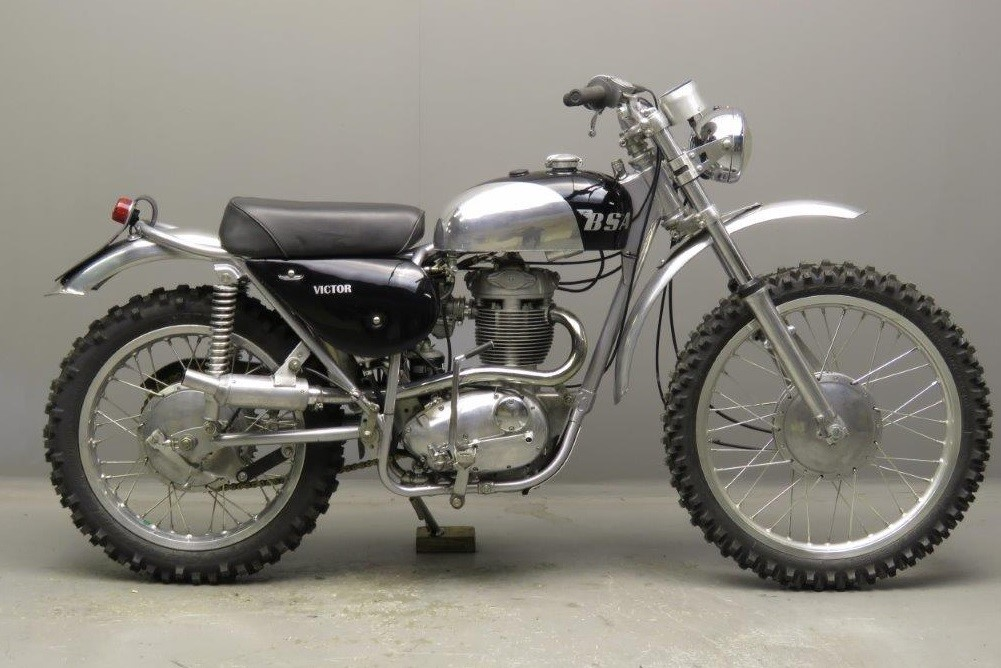
B44VE Victor Enduro uit 1967
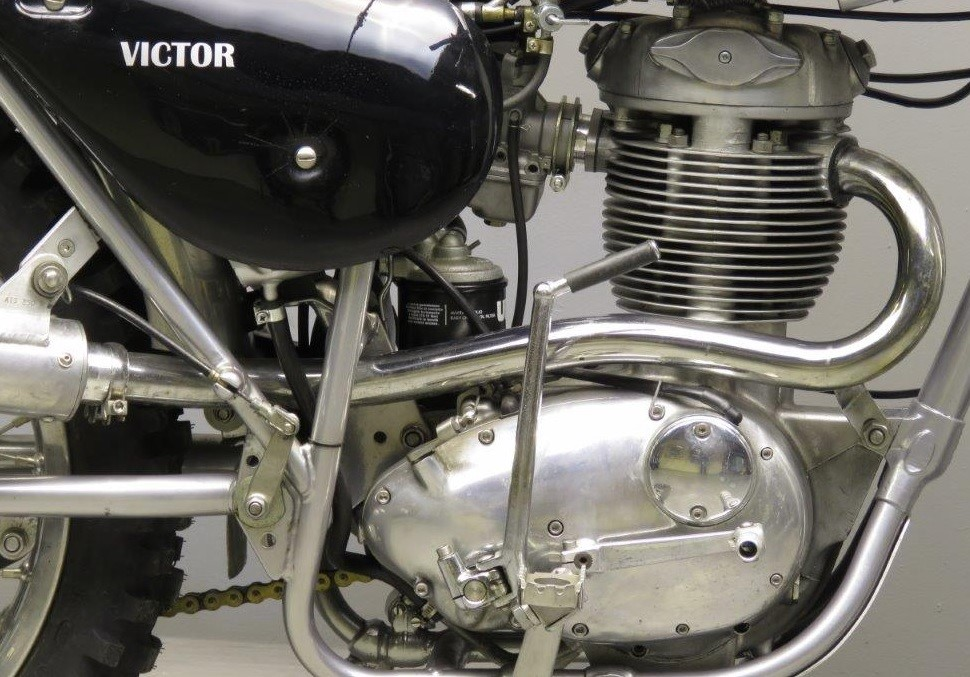
Het B44-motorblok leek nog erg veel op dat van de 250cc-C15
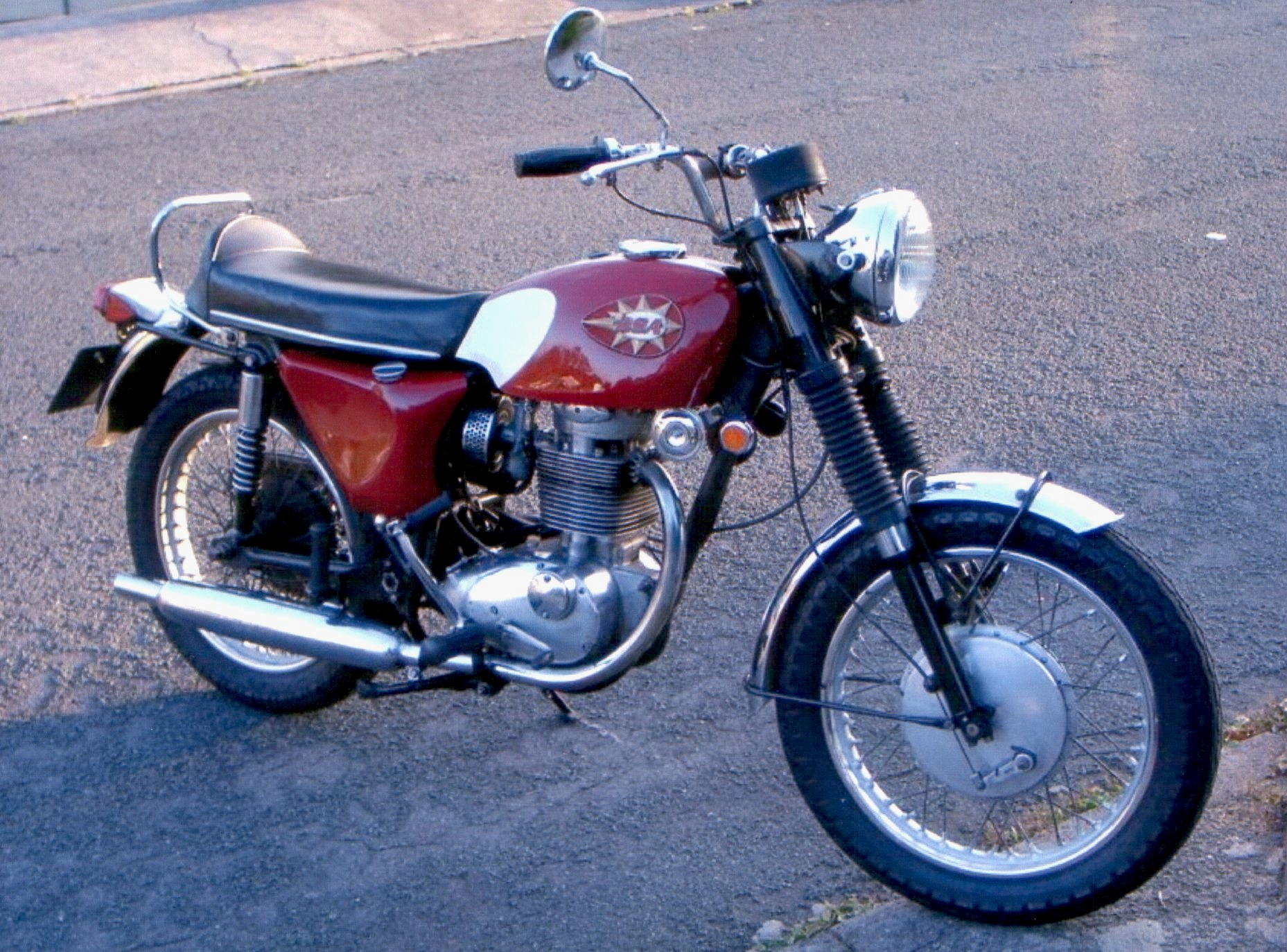
B44SS Shooting Star

## Technische gegevens
| BSA B44                | Victor GP                           | VE Victor Enduro                    | VR Victor Roadster                  | SS Shooting Star                    | VS Victor Special                   |
| ---------------------- | ----------------------------------- | ----------------------------------- | ----------------------------------- | ----------------------------------- | ----------------------------------- |
| Periode                | 1966-1967                           | 1966-1968                           | 1966-1970                           | 1968-1970                           | 1969-1970                           |
| Categorie              | Cross                               | Enduro                              | Toer                                | Toer                                | Enduro                              |
| Motortype              | Stoterstangen kopklepmotor          | Stoterstangen kopklepmotor          | Stoterstangen kopklepmotor          | Stoterstangen kopklepmotor          | Stoterstangen kopklepmotor          |
| Bouwwijze              | Dwarsgeplaatste staande eencilinder | Dwarsgeplaatste staande eencilinder | Dwarsgeplaatste staande eencilinder | Dwarsgeplaatste staande eencilinder | Dwarsgeplaatste staande eencilinder |
| Koeling                | Lucht                               | Lucht                               | Lucht                               | Lucht                               | Lucht                               |
| Boring                 | 79 mm                               | 79 mm                               | 79 mm                               | 79 mm                               | 79 mm                               |
| Slag                   | 90 mm                               | 90 mm                               | 90 mm                               | 90 mm                               | 90 mm                               |
| Cilinderinhoud         | 441,2 cc                            | 441,2 cc                            | 441,2 cc                            | 441,2 cc                            | 441,2 cc                            |
| Carburateur(s)         | Amal                                | Amal                                | Amal                                | Amal                                | Amal                                |
| Smeersysteem           | Dry-sumpsysteem                     | Dry-sumpsysteem                     | Dry-sumpsysteem                     | Dry-sumpsysteem                     | Dry-sumpsysteem                     |
| Compressieverhouding   | 11,4:1                              | 11,4:1                              | 9,5:1                               | 9,5:1                               | 11,4:1                              |
| Max. Vermogen          | 30 pk bij 6.500 tpm                 | 30 pk bij 6.500 tpm                 | 30 pk bij 6.500 tpm                 | 30 pk bij 6.500 tpm                 | 30 pk bij 6.500 tpm                 |
| Topsnelheid            | Onbekend                            | Onbekend                            | 153 km/uur                          | 153 km/uur                          | Onbekend                            |
| Primaire aandrijving   | Ketting                             | Ketting                             | Ketting                             | Ketting                             | Ketting                             |
| Koppeling              | Meervoudige natte plaat             | Meervoudige natte plaat             | Meervoudige natte plaat             | Meervoudige natte plaat             | Meervoudige natte plaat             |
| Versnellingen          | 4                                   | 4                                   | 4                                   | 4                                   | 4                                   |
| Secundaire aandrijving | Ketting                             | Ketting                             | Ketting                             | Ketting                             | Ketting                             |
| Rijwielgedeelte        | Semi-dubbel wiegframe               | Semi-dubbel wiegframe               | Semi-dubbel wiegframe               | Semi-dubbel wiegframe               | Semi-dubbel wiegframe               |
| Voorvork               | Telescoopvork                       | Telescoopvork                       | Telescoopvork                       | Telescoopvork                       | Telescoopvork                       |
| Achtervork             | Swingarm                            | Swingarm                            | Swingarm                            | Swingarm                            | Swingarm                            |
| Remmen                 | Trommelremmen                       | Trommelremmen                       | Trommelremmen                       | Trommelremmen                       | Trommelremmen                       |
| Tankinhoud             | 6,8 liter                           | 6,8 liter                           | 15 liter                            | 15 liter                            | 6,8 liter                           |
| Droog gewicht          | 116 kg                              | Onbekend                            | ca. 130 kg                          | ca. 130 kg                          | Onbekend                            |
| Opvolger               | B50MX                               | B50VT Victor Trail                  | B50SS Gold Star                     | B50SS Gold Star                     | B50VT Victor Trail                  |